# Ван Хунин
Ван Хуни́н (кит. упр. 王沪宁, пиньинь Wáng Hùníng; род. 6 октября 1955, Шанхай) — китайский партийный деятель, учёный-политолог, Председатель Народного политического консультативного совета Китая 14-го созыва (с 10 марта 2023 года).
Член Посткома Политбюро ЦК КПК 19 и 20-го созывов.
Ранее секретарь ЦК КПК (первый по перечислению секретарь) с 2017 по 2022 гг., заведующий Центром политических исследований (изучения политики) при ЦК КПК (Central Policy Research Office) в 2002—2020 (замзав с 1998). С 2017 года председатель Центральной комиссии КПК по руководству деятельностью в области укрепления духовной культуры (Central Guidance Commission on Building Spiritual Civilization), и с того же года глава Центральной руководящей группы по пропаганде и идеологической работе (Central Leading Group for Propaganda and Ideology). Считается ведущим теоретиком и идеологом партии.
Прежде профессор Фуданьского университета.
Член КПК с апреля 1984 года, кандидат в члены ЦК КПК 16 созыва, секретарь ЦК 17 созыва, член Политбюро ЦК КПК 18-го созыва, секретарь ЦК (первый по перечислению) и член Постоянного комитета Политбюро ЦК КПК 19-го созыва.

## Биография
Ханьской национальности.
Окончил юридический факультет (по другим данным — факультет международных отношений) Фуданьского университета, где учился в 1978—1981 годах, магистр права, затем в 1981—1989 годах преподавал там же, вел научную работу. В 1988—1989 годах приглашённый исследователь в Университете Айовы и Калифорнийском университете в Беркли.
В 1989—1994 гг. декан факультета международных отношений Фуданьского университета, в 1994—1995 гг. декан юрфака.
С 1995 года работает в Центре изучения политики при ЦК КПК, где с апреля 1998 года замдиректора, а с октября 2002 года директор (заведующий). Его указывают как принимавшего непосредственное участие в разработке концепции «трёх представительств» генсека Цзян Цзэминя.
Также с ним связывают «теорию научного развития» Ху Цзиньтао.
В 2007—2012 годах секретарь ЦК КПК (17 созыва).
«Financial Times» в статье, посвящённой китайским лидерам нового 18-го созыва (2012) указывает его как соратника экс-генсека Ху Цзиньтао, также пользующегося доверием его предшественника Цзян Цзэминя. Там же утверждается, что Ван является сторонником независимости судебной системы. По мнению из той же статьи, с избранием в Политбюро 18-го созыва ему предстоит отработать там два срока. Избран членом Посткома Политбюро, 1-й секретарь ЦК 19-го созыва. По мнению проф. РАН А. Ломанова, в посткоме Политбюро Ван занял место от фракции «шанхайцев», Е. Н. Румянцев акцентировал внимание на работе Вана в ЦК при трех генсекретарях. А. Габуев отмечал его близость к Си Цзиньпину: «Ван очень органично вписался и в команду Си Цзиньпина, сыграл большую роль в формулировании его идей вроде „Пояса и Пути“, „четырех всеобъемлющих“ и включенных на нынешнем (19-м — прим.) съезде в устав КПК „идей Си Цзиньпина о социализме с китайской спецификой в новую эпоху“». Поэтому Вана именуют «наставником трех императоров».
С 2014 года также глава Канцелярии Центральной руководящей группы по всестороннему углублению реформ. В марте 2021 года Политбюро ЦК КПК создало группу для задокументирования «великих достижений и исторического опыта вековых усилий КПК», которую возглавил Си Цзиньпин, Ван Хунин и Чжао Лэцзи стали его заместителями. Ответственный секретарь XX съезда КПК (октябрь 2022 года).
10 марта 2023 года на 3-м пленарном заседании 1-й сессии Всекитайского комитета Народного политического консультативного совета Китая (ВК НПКСК) избран председателем ВК НПКСК 14-го созыва.
К. п. н. Татьяна Каукенова указывает его как специалиста по американо-китайским отношениям, одного из идеологов политики «мягкая сила» для Китая.

## Сочинения
- America Against America. — 349 pp.